# Daniel Osorno
Daniel Osorno Calvillo (* 16. März 1979 in Guadalajara, Jalisco) ist ein mexikanischer Fußballspieler. Derzeit steht der Stürmer beim mexikanischen Erstligisten Puebla FC unter Vertrag.

## Karriere

### Verein
Osornos Profikarriere begann im Winter 1997. Am 11. Januar 1997 gab er sein Debüt in der Primera División beim Ligaspiel gegen UAG Tecos. Schon nach kurzer Zeit gehörte Osorno zu den Leistungsträgern. Für sieben Jahre blieb er dem Verein treu. Doch wegen anhaltender Formschwäche – besonders im letzten Jahr – und mehreren Verletzungen, entschied sich Atlas den Stürmer auszuleihen. So wechselte Osorno für die Saison 2003/04 zum Ligakonkurrenten CF Monterrey, konnte aber auch dort in 28 Spielen nur zwei Tore erzielen. Zur nächsten Spielzeit kehrte er zum CFA zurück. Nach 3 Spielzeiten (2004–2007) wechselte er 2007 zum US-amerikanischen Club Kansas City Wizards. Nach einem Jahr Gastspiel in den USA ging er zum Beginn der „Clausura“ 2008 zurück nach Mexiko um für die Dorados zu spielen. Seit Clausura 2009 spielt er für den Puebla FC.

### Nationalmannschaft
1999 wurde Osorno das für die mexikanische U-20 berufen. Er bestritt fünf Tore und erzielte zwei. Schnell wurde auch das A-Nationalteam auf ihn aufmerksam. Noch im gleichen Jahr bestritt er sein erstes Länderspiel für das A-Team Mexikos.
Osorno nahm an der Copa América 1999 in Paraguay, 2001 in Kolumbien, 2004 in Peru sowie am Gold Cup 2003 und 2005 teil. Außerdem stand er im Kader beim Konföderationen-Pokal 1999 in Mexiko und 2001 in Japan und Südkorea.
Bisher absolvierte er 73 Spiele und erzielte 12 Tore.

## Erfolge
Nationalmannschaft
- Gewinner des Konföderationen-Pokal in Mexiko, mit Mexiko: 1999